# 슈토헬
《슈토헬》은, 일본의 만화가 이토토 유의 만화 작품이다. 
일본 쇼가쿠칸의 만화 잡지「빅 코믹 스피리츠」 2009년 4 · 5 합병호부터 2010년 26호까지 부정기로 연재되다 같은 회사의 만화 잡지「월간! 스피릿츠」2010년 9월호(동년 7월 27일 발매)로 옮겨 2017년 5월호(동년 3월 27일 발매)까지 연재되었다. 
서하 문자를 소재로 하고 있다. 일본에서 제16회 데즈카 오사무 문화상 신인상을 수상하였다.
한국에는 2013년에 출판사 (주)조은세상에서 정식 발매본을 출간하였으며, 2018년에 14권(마지막권)이 출간되었다. 네이버 시리즈와 카카오페이지, 리디북스에서 웹툰(스트롤) 형식으로 e북 서비스를 통해 발매되고 있다. 

## 줄거리
13세기 초, 몽골군에 의한 서하(탕구트) 침공이 이어지는 시대에, 몽골군으로부터 '악령'(чөтгөр, 슈토헬)이라 불리며 공포의 대상이 된 한 여전사가 있었다. 한때는 몽골군의 위협에 당하기만 하던 서하국의 일개 병사에 지나지 않았던 그녀이지만, 수많은 생사의 고비를 뛰어 넘으며 초인적인 강력함을 손에 넣게 된다. 한편, 쵸그족의 소년으로 몽골의 숨겨진 황자 유르르는 적국인 서하의 문자에 매료되어 위험을 무릅쓰고 그를 지키고자 한다. 
시대는 바뀌어 현대 일본. 고교생 스도(須藤)는 불타는 건물과 시체들이 가득한 전쟁터 한가운데 서 있는 악몽에 시달리고 있었다. 어느 날, 오랜만에 친구들과 만나 함께 간 노래방에서 전학생 스즈키와 해후하게 되고, 스도는 800년 전에 몽골과의 전장에서 성이 함락되면서 포로들과 함께 처형된 슈토헬로 소생한다.

### 이야기 전체의 흐름
서하의 학자들은 쵸그족에게 서하의 여성을 시집보내면서 옥음동(玉音同, 옥으로 만든 문자판)을 숨겨 보내어, 서하의 문자를 후세에 남겨 전하고자 했다. 그러나 쵸그족은 어느 날 흥기한 몽골군의 공격으로 패배하고 복종을 강요당한다. 몽골은 어째서인지 서하와 관련된 것들, 특히 서하 문자의 섬멸을 행하고 있었다. 
서하 여자인 슈토헬은 죽은 동료의 원수를 갚기 위해 몽골군과 그 몽골군을 지휘하는 쵸그족 출신의 장군 하라발을 집요하게 노린다. 하라발의 동생 유르르는 늙은 종자 보르두로부터 서하 문자를 후세에 전하는 담당자가 되어 줄 것을 부탁받아 옥음동을 들고 송나라로 향한다. 그 여행길에 경호역으로 고용된 슈토헬은, 당초 유르르를 하라발을 유인할 미끼 정도로밖에 생각하지 않았지만, 유르르에게 서하 문자를 배우게 되면서 이를 계기로 친해지게 된다. 슈토헬은 하르발이 이끄는 몽골군이 서하의 성인 영주(서평부)를 공격했을 때 그곳에서 교수형에 처해졌지만, 죽은 그녀의 육체에 21세기 일본에 살고 있는 고등학생 소년 스도의 영혼이 깃들며 부활하게 된다. 유르르와 보르두는 슈토헬의 변모에 당황하면서도 옥음동 운반을 계속한다. 
서하의 수도 흥경을 공략하러 와 있던 하라발은, '대칸의 사자'라고 자칭하는 서양인 여성 베로니카로부터 서하의 국립 도서관인 「번대학원」을 함락시키고 옥음동을 입수하라는 지시를 받았다. 하라발은 번대학원의 원장인 구르샨과 싸워 승리했지만, 옥음동은 발견되지 않는다. 한편 하라발이 쵸그족 진영으로 돌아오자, 쵸그족은 베로니카가 이끄는 군대에 습격당해 전멸해 있었고, 베로니카는 이 를 “가짜 황자인 유르르가 옥음동을 가지고 도망친 죄에 대한 처벌”이라고 말한다. 하라발은 유르르의 수급과 옥음동을 목표로 난주(蘭州)로 진격한다. 같은 무렵 난주에 있던 유르르 일행은 금나라의 장군 지르구스의 병사에 포위되어 갇히는 신세가 되었고, 이를 추격해 온 하라발의 맹공격에 지르구스는 속수무책으로 패하고 만다. 그리고 본래의 인격으로 돌아온 슈토헬과 하라발은 유르르 앞에서 장절한 사투를 벌이고, 승부를 내지 못한 채 하라발은 일단 물러난다. 유르르는 자신을 기억해준 슈토헬과의 재회에 눈물을 흘린다.
그 무렵 대칸의 아들 가운데 한 명인 나란은 아버지의 후계자로 정해진 쌍둥이 형제 톨루이의 아군을 늘리기 위해 남동생인 유르르와 옥음동을 손에 넣으려 했고, 유르르와 슈토헬의 얼굴을 알고 있는 베로니카를 아버지로부터 빌려 함께 출발한다. 베로니카는 '자신의 소망'을 이루기 위한 후계자인 톨루이에게는 따를 예정이면서도 유르르나 옥음동에 관해서, 그리고 대칸이나 그녀의 생각과 반대로 행동하려는 나란에게는 반감을 품고 있었으며, 나란도 "몽골의 역사에 근본도 모르는 여자를 기록할 수는 없다"며 베로니카의 배제를 노리고 있었다.
유르르 등 일행은 금나라의 영토인 천수(天水)를 거쳐 경조부(장안)에 들어간다. 거기에는 나란도 숙박하고 있었다. 경조의 부지사인 양은 속으로 몽골에 항복하기로 결정하고 있었고, 나란의 의향에 따라 유르르의 신병 확보나 베로니카의 살해도 계획하고 있었다. 하라발과의 싸움 때 부상을 입은 슈토헬은 자신의 몸이 죽어가고 있음을 깨닫고 고민한다. 장안에서 출입하려고 했던 유르르 일행을 나란이 따라잡아, 옥음동의 절반을 가진 유르르는 나란에게 잡히고, 나머지 절반을 가진 보르두, 스도에게 도움을 구하는 슈토헬, 이렇게 일행은 뿔뿔이 흩어져 버렸다. 또한 양의 군세로부터 도망쳐 양을 죽인 베로니카는 나란의 자신에 대한 적의를 명확하게 인식한다.
슈토헬과의 사투 후 몽골로 돌아오지 않았던 하라발은 쫓기는 몸이 된다. 몽골 병사들을 사냥하고, 또 금나라 병사도 거리낌없이 죽이는 하라발은 어느새 '슈토헬'로 불리며 쫓기는 신세가 되었고, 그러면서도 반대로 몽골군을 쫓아 거용관(居庸関)으로 향한다. 기이하게도 유르르를 데리고 있던 나란도, 그를 툴루이와 대면시키기 위해 거용관에 도착했다. 보르두와 합류한 슈토헬도 유르르를 쫓아 거용관으로 향했지만, 도중 몽골의 탈주병에 습격당한다. 그들은 슈토헬에게 가족이나 동료를 잃고 복수를 위해 탈주한 자들이었다. 고통없이 물러난 슈토헬이었지만, 마지막에 남은 한 명의 젊은이 제스가 집요하게 자신을 죽이려고 거용관까지 쫓아온 모습에 과거의 자신을 겹쳐 보며 '누군가를 만나라'라고 충고한다. 그러나 그 자리에 나란이 나타나 제스를 죽이고 슈토헬에게 “사흘 안에 옥음동의 나머지 절반을 주면 동생(유르르)은 돌려 준다."고 한다. 보르두는 유르르의 생명을 대신할 수 없다고 옥음동의 나머지 절반을 내보내는 생각을 보여줬지만, 슈토헬은 옥음동도 유르르도 모두 되찾을 것을 결의한다.
나란은 툴루이와 유르르 각각에게 대칸의 등 뒤를 털어놓는다. 그것을 들은 유르르는 “도망치지도 위협하지도 않겠다. 대칸과 이야기하고 싶다”고 선언한다. 한편 톨루이는 직후에 이와 감옥에 넣어진 유룰을 찾아 대칸이나 자신과 같은 '눈'을 가진 존재가 또 한 명 있다는 것과 그것을 자신에게 미리 말하지 않은 나란에게 당황한다. 슈토헬은 메르미의 '노래'로 이끌려 바위로 된 감옥을 넘어 유르르와 재회하지만 유르르는 "대칸과 이야기하겠다"고 말한다. 만나는 것만으로는 끝나지 않을 거라 생각하고 대칸을 죽이기로 결정한 슈토헬은, 불길이 치솟는 몽골군 진영에서 하라발과 조우한다. 쵸그족의 오명은 몽골이 있는 한 후대에까지 전해져 버린다는 것을 알고 난 뒤 하라발은 유르르의 목도 슈토헬의 목도 아닌 대칸의 목을 노리는 것으로 목표가 바뀌어 있었다. 나란은 대칸에게 비밀리에 편지를 보내고 경비병이 없는 곳에 대칸을 불러냈다. 유르르는 대칸의 귀기(鬼気) 서린 모습에 압도당하면서도 지르구스에게서 걸린 말을 품고 대칸과 마주한다. 그 무렵 다시 메르미의 '노래'로 그 자리를 알게 된 슈트헬은 사르히를 꺾고 달려갔고, 대칸과 유르르, 슈토헬의 마지막 모습을 내려다보는 나란 외에, 대칸의 모습이 사라졌다는 것을 깨달은 툴루이와 그 호위인 숄가도 나타난다.
슈트헬과 숄가가 싸우는 사이 유르르는 대칸과 이야기를 이어나가지만 끝내 서하 문자를 없애 버리겠다는 대칸의 생각을 움직이지 못한다. 더욱이 하라발이 난입하면서 나란은 대칸의 죽음과 톨루이 시대의 시작이 왔음을 확신하고 툴루이에 다가가지만, 툴루이는 갑자기 나란에게 바위를 던져 중상을 입히고, 나란의 모략을 거부하고 대칸이 우선이라며 “처음부터 너라는 인간은 존재하지 않았다”고 말한다. 유르르가 대칸의 칼날을 등에 맞고 쓰러지는 것을 본 슈토헬은 절망하면서도 대칸에게 덤겨든다. 그 틈을 타서 대칸을 쏘려고 하지만 자신을 방패삼아 뛰어든 숄가 때문에 화살을 소모한다. 대칸의 한 팔을 빼앗고도 툴루이가 던지는 바위를 피하지 않고 죽음을 받아들이려던 슈토헬을 하라발의 마지막 화살이 구했다. 툴루이가 대칸을 몽골군 본진으로 옮겨 떠날 무렵, 아직 숨이 끊어지지 않은 나란을 발견한 베로니카는 그의 숨을 끊고, 옥음동의 절반을 손에 넣는 동시에, 그 자리에 쓰러져 있던 슈토헬을 숨겨주게 된다. 베로니카의 치료 후 깨어난 슈토헬의 몸에는 다시 스도의 의식이 깃들어 있었다.

## 등장인물

### 메인 캐릭터
슈토헬
불타오르는 듯한 붉은 머리칼을 가진 서하의 여전사이다. 동료인 쿠한(屈漢)에게 '위소'(서하 말로 참새)라 불리고 있다. 서하의 영주(霊州) 수비대에 소속된 한 병사였으나, 몽골군의 기치 아래 들어간 쵸그족의 공격으로 영주는 궤멸되었고, 그녀만이 살아 남는다.
원래는 수비대 안에서도 가장 열등생이었는데, 본보기로 성벽에 매달린 동료들의 시체를 먹으러 온 늑대 무리로부터 지켜 싸우면서 초인적인 기량을 손에 넣었고, 불가사의한 언어를 구사하는 늑대와의 사투를 거쳐 몽골병만을 노리는 '슈토헬'(악령)이라는 이름을 지닌 흉적이 된다.
동료의 원수인 '호랑이의 남자'(=하라발)를 찾아내는 것에만 집착하며 유르르에 대해서도 당초는 하라발을 유인할 미끼 정도로밖에 보고 있지 않았지만, 유르르에게 서하의 문자를 배운 것으로 다른 의식에 눈을 뜬다. 이에 불복한 알파르드에게 독을 당한 유르르를 구하기 위해 도망친 알파르드를 따라 적지에 잠입, 해독약을 얻었지만 직후 유르르를 쫓던 하라발과 싸워 패배. 해독제는 하라발에 의해 유르르에게 전달되지만, 그녀 자신은 포로로 잡힌 후 처형되었다.
교수형을 당할 때 유르르가 쏜 화살에 밧줄에 칼자국이 났고 가사 상태였던 그녀의 몸에 스도의 의식이 깃들었다. 보통은 '스도'(유르르 등에게도 스도라 불린다)로, 몽골인을 발견하면 '슈토헬'로 돌아와 버린다는 이중인격 같은 상황에 놓여 있었지만, 점차 슈토헬의 영향력이 강해져서 하라발과의 직접 대결에 즈음해서는 마침내 슈토헬이 완전 각성하게 된다. 대결이 무승부로 끝난 직후에는 유르르에 대한 것도 생각할 수 있게 되었다.
각성한 뒤에는 자신의 신체가 이미 죽어 있는 상태라는 것을 숨기고 유르르 일행과 함께 행동한다. 유르르의 목숨을 지키는 것을 최우선으로 하고 있지만 그렇기 때문에 옥음동을 나란에게 넘겨 주는 것은 "유르르를 배신하는 것"이라고 말하며 유르르의 의사도 존중하는 모습을 보인다.
싸움에서는 갈고리를 자주 사용하지만 기본적으로는 무기를 가리지 않고, 그 자리에 있는 것은 무엇이든 이용한다.
스도(須藤)
현대 일본을 살고 있는 남자 고등학생이다. 악기 제작자인 부모는 증발해 버리고 학교도 쉬고 있었는데, 그 이유는 자신도  모르는 전장에 있는 꿈을 꾸었기 때문이다. 기분 전환을 위해 같은 반 친구들과 노래방에 가서 그 자리에 동석하고 있던 전학생 스즈키를 만나, 그녀의 인도를 통해 스도의 의식은 과거에 존재했던 슈토헬의 육체에 깃들고, '슈토헬의 기억'을 얻게 된다.
그러나 그의 의식이 잠시 현대로 돌아가 있는 때에는 역사가 변해서, 스즈키의 존재가 사라져 버리게 되었고, 이에 자기 스스로 과거로 뛰어가 슈토헬로서 유르르를 지키기로 결심한다.
사람을 죽이는 것에 망설임을 가지고 있지만 막상 전투 상태에 들어가면 슈토헬의 몸에 깃든 슈토헬 자신의 경험과 동시에 몽골에 대한 증오를 느끼고 곤혹스러워 했다. 유르르로부터는 슈토헬과는 다른 사람이라는 판단을 받지만 그를 지키기 위해 안달하며 힘을 쓴다. 처음에는 사람을 찌르는 것을 주저하는 등 전투에 익숙하지 않았지만, 여행을 계속하면서 익숙해지고, 유르르와 잠시 헤어졌을 때 늑대 무리와 살면서 훈련을 거듭해 스도의 상태에서도 꽤 싸울 수 있게 되었다. 슈토헬의 완전 각성과 함께 일단 사라지지만 그가 없어진 슈토헬의 몸은 상처가 전혀 아물지 않았고, 슈토헬은 그에게 도움을 청한다. 이윽고 피는 멈추었고, 슈토헬은 아직 스도가 몸에 남아 있는 것을 느낀다.
슈토헬은 원래 미인이었지만 남성인 스도가 몸에 깃들면서 그 용모가 더욱 두드러지게 된다. 금나라에 들어와 아룽게  등의 습격을 받았을 때 자유로워지려고 붙잡힌 머리를 자른 뒤로는 스도의 의식으로 바뀌어 있을 때는 단발에서 세미 롱컷이 나오지만, 슈토헬이 표출되면 머리가 자라 긴 머리가 된다.
유르르
쵸그족의 소년. 표면상으로는 족장의 차남으로 알려져 있으나 일찍이 쵸그족이 몽골에 패했을 때 대칸에게 납치되었던 족장의 부인이 1년 뒤에 돌아와서 낳은 아들이다(친어머니는 유르르를 출산한 뒤에 자살했다). 테무진과 같은 큰 소용돌이 모양의 눈을 가지고 있으며, 형제 가운데서는 가장 테무진을 닮았으나, 테무진보다는 다정하고 귀여운 외모이다.
때문에 서하로부터 시집온 하라발의 어머니 이파(玉花)에게 길러졌으며, 서하 문자를 배우게 되었다. 일족이 중시하는 무예나 승마에는 흥미가 없고(그럼에도 평균 이상의 재능은 가지고 있다) 음악이나 독서를 더 좋아하는 기질 때문에 쵸그족은 유르르에게 계속 실망했지만(형인 하라발은 '여기저기 쏘다니다 다치는 것보다야 낫지 않느냐'며 두둔한다), 족장은 대칸의 씨로 여겨지는 유르르를 '쵸그족 복권의 카드'로 보고 있으며, 묵인하고 있다. 유르르라는 이름도 '(일족에게 주어지게 될) 축복'이라는 의미이다.
서하라는 나라의 문화 자체를 없애 버리려는 듯한 대칸의 행동에 위기감을 느끼고 적어도 문자라도 후세에 남기고자 하는 생각에 일족을 배신할 각오를 다지지만, 그 결의를 보르두에게 보여준 것으로, 서하의 비보(秘宝)인 자전(字典) '옥 음동'(玉音同, 옥을 쪼아서 새긴 서하의 문자판)을 맡게 된다.
호위역으로 고용한 슈토헬과는 처음에는 서로 마음을 터놓지 못했지만, 그녀의 죽은 동료의 이름을 종이에 적은 것을 계기로 서로를 소중하게 생각하게 된다.
처음에는 활도 별로 잘 다루지 못했고 피를 보는 것도 싫어했는데, 그러한 '나약함'이 슈토헬을 죽인 줄 알고 생각을 바꾸게 되고, 스도를 지키기 위해 얼굴에 정면으로 상처를 입어가면서 가짜 슈토헬을 죽였다. 지르구스가 죽은 뒤에는 그가 갖고 있던 서하의 검을 물려받는다.
처음에는 그저 서하 문자를 남기기 위한 여행이었지만 그 여행에서의 경험을 거치면서 문자가 사람의 생각을 전하고 남긴다는 중요함을 배우게 되고, 문자가 시간을 넘어 사람과 사람을 잇고, 서로 도우며 세상을 바꾸어 나가는 수단이 된다는 것을 느끼게 된다.
스즈키
스도가 학교를 쉬고 있을 때 전학온 소녀이다. 유르르와 빼닮은 외모를 가지고 있다. 귀국자녀로 일본에 돌아와서 스도와 마찬가지로 '과거의 꿈'을 꾸게 되고, 슈토헬의 모습을 한 스도에게 다가왔다. 그녀의 인도로 스도는 슈토헬의 기억을 얻지만, 그가 일단 현대로 돌아오면서 역사가 바뀌어 있었고, 서하의 기록과 함께 사라져 버렸다.
남녀 관계에 관해서는 적극적인 타입으로, 손을 대려고 하던 스도 쪽이 오히려 당황하고 있었다.
보르두
쵸그족을 섬기는 하인 사내. 하라발의 어머니인 이파(玉花)가 쵸그족으로 시집올 때 종자로 따라온 서하 사람이다. 겉으로는 사람 좋은 노인으로만 보이지만 실제로는 서하 번대학원(番大学院)의 고관으로 비보(秘宝) '옥음동'(玉音同)을 일찍이 적이었던 쵸그족의 내부에 몰래 숨긴다는 임무를 띠고 있었다. '보르두'라는 이름은 구르샨에게서 받은 가짜 이름으로 서하에 있었을 때에 사용했던 본명도 지금은 잊어버렸다, 라고 발언한다. 문자를 지키기 위해 일족을 버릴 결의를 한 유르르를 눈여겨 보고, '옥음동'을 그에게 맡기고 성도(成都)로 여행에 동행한다. 마취 침술의 달인이다.
처음에는 유르르를 '이 늙은 몸을 대신해 옥음동을 운반해 줄 젊은 육신'으로밖에 대하지 않았으나, 차츰 '이 눈에 보이는 살아있는 미래'라고 생각하고, 자신의 목숨을 대신해서라도 지키려 한다.

### 몽골군
하라발
쵸그족 족장의 아들로 표면상으로는 유르르의 이복 형으로 알려져 있다. '메르겐'(몽골어로 '명궁'이라는 뜻) 즉 '땅에서 쏴 하늘로 떨어지는 신궁(神弓)의 화살비'라 불리며 여러 대의 화살을 한꺼번에 쏘아 성벽 위에 있던 상대들을 모두 명중시킬 정도의 명궁이다.
일찍이 대칸에 거역했다 비참하게 몰락한 일족을 다시 일으켜 세우고자 어머니의 조국인 서하를 멸망시킬 선봉대 임무를 맡았고, 그 과정에서 서하의 한 병사였을 때의 슈토헬이 지키고 있던 성을 함락시키고 그녀의 동료들을 참살한 뒤, 성 밖에 내걸었다. 쵸그족을 그 무용 하나로 일으켜 세운 공로자이지만, 그렇기에 "대의(大義)라는 것에 취해서 자기 눈앞의 생명도 돌아보지 않는 지도자"라는 것을 혐오하고 있다.
유르르와는 피가 이어져 있지 않지만 형으로써 깊은 애정을 쏟고 있으며, 동생의 '문자'에 대한 경도에 대해서는 본인이 겪은 가혹한 성장 배경 탓인지 전혀 공감을 표하지 않는다. 다만 어머니 이파(玉花)가 가르쳤을 '유르르'라는 문자는 지금까지도 쓸 수 있다.
그 무공으로 쵸그족의 지위를 비약적으로 향상시켰지만, 아이러니하게도 그 두드러진 활약으로 인해 베로니카로부터 '위협'으로 간주되었고, 옥음동을 가지고 달아난 유르르의 행동이나 그의 출신을 '몽골에 대한 배신 행위'라 하여 하라발 이외의 쵸그족 일족 모두가 섬멸당하고 만다.
일족의 오명을 씻기 위해서 유르르로부터 옥음동을 빼앗고 자신의 손으로 동생을 처형하겠다고 선언하며, 베로니카를 통해 대칸으로부터 명을 받게 된다. 당초에는 그 명을 따르는 듯 보였지만 실제로는 유르르의 목과 옥음동을 가지고 돌아가 대칸을 알현할 기회를 얻고 이를 기회로 일족을 멸망시킨 대칸에게 복수하고자 하고 있다. 후에 몽골의 새로운 문자에 의해 쵸그족이 '반역자'로 기록되었음을 알게 된 뒤에는 유르르나 옥음동에 의지하지 않고 일족의 복수를 완수하고자 한다.
칼날을 화살촉에 매단 활을 사용한다. 또한 번대학원을 공격해 떨어뜨린 후에는 구루샨의 추도 자신의 무기로 삼게 된다. 타고 다니는 애마는 '세눈박이'라 불리는 체구가 크고 털이 검은 말인데, 전투에서 적병을 물어 죽이기도 한다.
한편 '하라발'은 몽골어로는 '검은 범'이라는 뜻이다.
테무진
등장 인물들로부터 「대칸」이라고 불리고 있는, 몽골의 지도자 칭기즈 칸 본인이다. 역사상으로는 13세기 초두에 몽골 고원에 할거하고 있던 부족들을 아울러 하나의 세력으로 통일시킨 인물이다. 극중에서는 그 과정에서 쵸그족도 지배하에 두게 된 것으로 보인다.
유르르와 같은 모양의 '눈'을 지니고 있으며, 때문에 쵸그의 족장은 유르르의 친아버지는 바로 칭기즈 칸이라고 확신했다.
어린 시절 서하에서 좀도둑질을 하다 체포되었을 때 동료들의 목숨을 구하기 위해 등에 낙인이 찍히게 되었는데, 그런 그를 비웃고 무시하는 태도를 보인 동료들을 자신의 손으로 살해했던 과거가 있다. 때문에 서하 문자를 증오하고, 이 세상에서 아주 없애 버리려 하고 있다. 이제까지 자신의 등을 본 자는 모두 죽여 버렸는데, 서하 문자가 이 세상에서 사라져서 그 의미를 아는 자가 없게 되었을 때 살육을 거두겠다, 라고 발언한다. 다만 낙인에서 피를 흘리는 경우가 있는데, 이를 치료하는 역을 맡고 있는 베로니카만은 (자신과 똑같이 등에 낙인을 가지고 있다는 점도 생각해서) 살려 두고 있다. 하라발에게 경계심을 품고 있는 베로니카와는 달리 대칸은 하라발을 "호쾌한 무용을 지닌 자"라고 평했다.
유르르 일행이 금나라로 들어갔다는 것을 알게 된 뒤에 옥음동(서하 문자)를 없애 버리기 위해 금나라를 불태워 버리는 것도 마다하지 않겠다는 자세를 보인다. 나란의 계책으로 유르르와도 대면하게 되지만, 서하 문자에 대한 증오나 금나라를 없애 버리겠다는 뜻은 전혀 변하지 않았고, 유르르에게 자신의 등에 있는 것과 같은 '서하의 노예'라는 문자를 새긴다. 그 직후 유르르가 죽었다고 생각한 슈토헬과 싸우다 한쪽 팔을 잃는다.
베로니카
대칸을 섬기는 금발 벽안의 미녀. 흥경을 공략한 하라발에게 대칸의 명을 전한다.
대칸의 밤시중 상대이고 대칸의 밀명으로 군세를 거느리고 행동한다. 대칸의 위협이 되는 것에 대해서는 철저히 배제하고자 하며 심지어 하라발이나 유르르마저도 죽이려고까지 든다. 또한 대칸의 후계자인 툴루이에게는 신종하는 자세를 보이고 있지만, 대칸의 다른 아들인 나란에 대해서는 경계하고 적개심을 품고 있는 모습을 보인다.
원래는 독실한 수녀였으나 선입견을 가지지 않는 순진무구함 때문에 이교도(집시)와도 허물없이 잘 지냈고, 특히 이교도 소녀인 샤키라와는 우정을 넘어 사랑하는 사이로까지 발전했지만 이로 인해 사람들에게 '마녀'로 몰려 감금당한다. 마을 사람들이 이교도를 죽이려 하는 것을 알고 외투도 걸치지 않은 채 눈속을 달려서 이교도들이 있는 곳으로 달려 갔지만 이미 이교도들은 마을 사람들에게 모두 학살당한 뒤였고, 베로니카 자신도 오해에 의해 질투에 휩싸인 주교에 의해 '마녀를 정화한다'는 핑계로 강간당하고 등에 배교자의 낙인이 찍히게 된다. 샤키라로부터 특수한 마취법을 배운 적이 있어 주교에게 폭행당하면서도 고통을 느끼지 못했던 베로니카는 주교의 얼굴에 낙인을 찍어 주교를 살해한다. 이후 보상받을 길이 없는 복수심만 가슴에 숨긴 채 마을로부터도 고국으로부터도 떠나게 되었다.
대칸을 섬기게 되면서부터 그를 '프레스터 존'이라 부르며 아무 죄 없는 이교도 소녀를 마녀로 몰아 화형시킨 고국을 그 강대한 힘으로 멸망시켜 그들에게 지옥의 불길을 되돌려 주기를 바라고 있다.
이교도들로부터 배운 의학 지식이나 기술을 수녀 시절에는 마을 사람들이나 그들이 기르는 가축들에게 쓰곤 했고, 대칸을 섬기게 되면서부터는 대칸의 등을 치료하거나 사지가 절단된 쵸그족 족장의 연명 처치 등에 활용한다.
'악령'이 부활했다는 소문을 듣고 찾아온 마을에서 이를 모르는 슈토헬(스도)과 만나고, '희한한 사람'이라고 평한다. 며칠 뒤 같은 마을에서 슈토헬과 해후하는데, 마침 스도의 영혼이  슈토헬의 몸 밖으로 나왔기 때문에 별 다른 일도 일어나지 않았다. 그 뒤 경조부에서 스도의 영혼이 사라진 슈토헬과 우연히 재회하고, 유르르가 있는 곳을 알아내기 위해 그녀의 상처를 치료한다. 유르르와 함께 살아가기를 바라는 슈토헬에게 '자신들 같은 자들에게는 부질없는 바람'일 뿐이라고 일침한다. 슈토헬과 함께 싸워 양백원의 군세로부터 도망친 뒤 거용관에 도착한다. 거용관이 무너질 때 몽골군의 진영 안에 불길이 치솟는 것을 보고 그 자리로 달려가, 다 죽어가고 있던 나란을 발견하고, 부하가 "툴루이 전하께서"라고 나서는 것을 "그냥 적일 뿐이다"라고 일축한 뒤에 살해해 버리고, 옥음동의 절반을 손에 넣는다. 또 쓰러져 있던 슈토헬을 몰래 수용해 다시 슈토헬의 몸에 들어간 스도와 재회한다.
베크텔
서하로부터 빼앗은 염주(塩州)를 지배하는 몽골군 대장. 쵸그족과 하라발을 휘하에 두고 있으며, 여러 전투에서 전공을 세웠다. 조용한 성격이지만 한번 변덕이 들어서 출진하면 두려울 정도의 전과를 세웠다고 한다. 자신이 키우고 있는 메기에게 인육을 먹이로 주어 키우거나, '눈과 귀의 감각을 평소에 쓰는 것보다 민감하게 하기' 위한 목적으로 자신의 코를 떼어(오감의 하나를 잃으면 다른 감각이 날카로워진다는 발상)내면서도 아파 괴로워하지도 않고 태연한 등, 이상함을 엿보이는 인물. 유르르 일행이 염주를 넘으려 할 때, 한밤중에 저택에 침입해 온 슈토헬과 싸우다 패배, 식인 메기의 연못에 빠져 절명한다.
베크텔의 병사는 후에 하라발에게 주어졌고, 번대학원 공략이나 유르르와 옥음동의 추적 등 하라발이 몽골의 배신자로 몰릴 때까지 그를 따라 다녔다. 개중에는 하라발에 심취하는 사람도 나오면서 베로니카가 '하라발을 쳐내겠다'는 뜻을 굳히게 되는 요인이 되었다.
툴루이
대칸의 막내아들에 해당하는 일란성 쌍둥이 형제. 나이는 등장 때에는 18세였다. 대칸이나 유르르와 같은 모양의 눈을 가지고 있다.
몽골족의 말자상속(末子相続) 관례에 따라 나란과 함께 후계자 후보가 되었고, 대칸의 명령으로 어느 한 부족을 섬멸시키는 경쟁을 행한 결과 근소한 차이로 툴루이가 후계자로 결정된다. 이후 자신의 '그림자' 역할에 머무르려는 나란에게 대등한 관계이기를 바라며 특별한 존재로 여기고 있다. 그러나 예전부터 꾀를 써서 일을 뜻대로 진행하는 나란의 방식을 탐탁지 않게 여겼고, 또 아버지 대칸에 대한 존숭의 마음도 강했기 때문에, 거용관(居庸関)에서 대칸의 등 뒤에 새겨진 문자(서하의 노예)와 또 다른 동생(유르르)에 대해서 나란으로부터 들은 뒤, 그가 대칸을 슈토헬 또는 하라발에게 죽이게 할 작정임을 알고 눈물을 흘리며 나란을 초죽음 상태로 만든 뒤, 반쯤 죽음의 반생을 당하게 하고, 뒤따라 올 몽골병에게 적으로 오인되게 해서 처형당하도록 방치했다. 이후 슈토헬과의 싸움에서 한쪽 팔이 잘린 채 쓰러져 있던 대칸을 구해 본진으로 데리고 온다.
이미 여러 명의 부인이 있지만 베로니카에게 마음이 있는 듯한 모습을 보이며, 그녀에 관해서 '아름다운 사람'이라거나 '지켜 주겠다'라고 나란에게 이야기하거나, 아버지와 그녀의 관계를 질투하거나, 그녀가 자신을 이성으로서 의식하지 않는 것에 실망하기도 한다.
나란
대칸의 막내아들에 해당하는 일란성 쌍둥이의 형제. 나이는  등장 당시에는 18세였다. 툴루이와 마찬가지로 대칸이나 유르르와 같은 '눈'을 가지고 있다.
몽골족의 말자상속 관례에 따라 툴루이와 함께 후계자 후보가 되었고, 대칸의 명령에 따라 어느 한 부족을 섬멸시키는 경쟁을 벌인 결과 근소한 차이로 툴루이가 후계자로 결정된다. 이후 나란은 겉으로는 그 존재가 말소되어 툴루이를 위해 각지를 돌며 정보를 수집하거나, 툴루이를 지키기 위한 ' 그림자'가 된다.
툴루이가 정공법을 좋아하는 것과는 대조적으로 모략을 구사하는 경우가 많다. 또한 대칸의 가까이에 있는 툴루이가 아버지 대칸을 숭배하는 것과 달리 나란은 툴루이만을 자신의 마음의 지주로 삼고 있다.
자신과 함께 툴루이를 지킬 자를 늘리기 위해 유르르를 납치해 조금씩 가스라이팅하며 자기 편으로 끌어들이려 한다. 대칸이 비정상적으로 집착하는 옥음동(서하 문자)이나 대칸의 등에 낙인으로 새겨져 있는 문자와 그 의미도 인식하고 있으며, 그런 '굴욕적인' 문자를 짊어지고 있다는 것이 알려지기 전에 대칸을 죽은 사람으로 만들고 툴루이를 새로운 대칸으로 앉힐 계획을 도모하였으며, 툴루이의 이해도 얻을 수 있다고 생각하여 실행에 옮겼지만, 툴루이 본인에게는 그것을 부정(그리고 오해도)당한 데다가 툴루이로부터 공격을 당해 중상을 입었고, 대칸의 매(하인)로서의 신분 증명패까지 거론되며 "너 같은 것은 처음부터 존재하지 않았다"라며 방치된 끝에, 그 자리에 뒤이어 찾아온 베로니카에게 죽임을 당했다. 그런 취급을 당하면서도 툴루이에게 자신이 옥음동의 반을 손에 넣었다고 전하지 못한 것을 후회할 정도로, 툴루이를 소중하게 생각하고 있었다.
베로니카를 '더러운 계집', '꼴 보기 싫은 것'이라고 부르며 아버지나 툴루이의 가까이에 있는 것도 탐탁지 않게 여기며 몽골에는 불필요하다 여겨 그녀의 살해를 시도한다.
아버지를 닮아 색을 밝히고, 유르르가 슈토헬과 성적인 관계가 전혀 없었다는 말을 듣고는 "내 동생인데?"라고 놀라워하기도 한다.
메르미
열 살 전후의 얌전한 소녀로 늘 나란을 따라다닌다. 동물을 순식간에 잠들게 하는 노래(흐미)나 동물에게만 말을 거는 노래를, 태어나면서부터 부를 수 있는 주술사 일족 출신이다.
톨루이와 나란 중 어느 쪽이 후계자가 될지를 결정하는 경쟁 때문에 일족이 몰살당했다. 태어난 지 얼마 안 된 아기임에도 툴루이와 나란 앞에서 그 노래의 위력을 드러냈고, 나란에게 그 재능을 인정받아 몰래 살아남게 된다. 넓은 범위를 향해서 노래를 부르고 나면 기침을 하는 경우가 많다.
표정 변화가 거의 없고 "인간 같은 건 잘 모르겠어"라고 하면서도 나란에 대해 "(평화로운 시대가 오면) 나를 봐 줘"라며   그를 마음에 두고 있는 모습을 보인다. 그러나 유르르는 나란이 그녀를 대하는 태도가 조잡하다고 느끼고 있다.
슈토헬은 그녀의 '개한테만 들리도록 말을 거는 노래'가 귀에 들렸기에 나란은 대칸과 유르르의 회담 장소에 슈토헬을 유인해 내는 데에 이용한다. 툴루이가 나란을 공격하려고 하는 것을 가장 먼저 느끼고 노래로 툴루이의 말을 잠을 재우기도 하고, 툴루이가 떠난 뒤 쫓아온 몽골 병사들의 말을 잠재우는 등 시간 끌기를 시도하는데, 도망치라고 권하는 나란에게 "당신 옆이 아니면 행복해질 수 없다"고 거절하고, 피를 토할 정도로 노래한 끝에 쓰러진다.
제스
몽골군의 청년 병사이다. 슈토헬에 의해 자신이 소속되어 있던 부대가 학살당했고, 거기에는 제스 자신의 아버지도 포함되어 있었다. 그 원한으로 슈토헬을 증오하고 있다. 아버지의 유품으로서 슈토헬에게 습격당했을 때 아버지의 피 묻은 손자국이 그대로 남은 투구를 몸에서 놓지 않고 쓰고 있다.
자신과 같은 처지가 된 몽골병들과 함께 슈토헬을 죽이려다 실패하고 동료를 잃고 거의 초죽음이 된 것을 마침 슈토헬  등을 남송까지 데려다 주고 있던 도중이던 오기의 도움을 받아 살아남았다. 오목의 대상에 가담한 뒤 틈을 노려서 치사성 독화살촉으로 슈토헬을 살해하려 하지만 또 다시 실패한다.
거용관에서 세 번째 습격을 시도했으나  슈토헬에 의해 제압당하고, 처음에는 자신을 세 번이나 노린 그를 죽이려 했으나 그의 집요한 언동을 보면서 예전의 자신과 그를 겹쳐 보게 된 슈토헬로부터 "너에게 복수 이외의 다른 삶의 길을 가르쳐 줄 누군가를 만나라"라는 말을 듣게 된다. 슈토헬의 말을 이해하지 못한 제스는 "(나에게 죽을 생각이 없으면 여기서 나를) 죽여라"라고 절규한 직후에 나란이 던진 바위에 맞아 죽는다.
숄가
몽골군 장군. 숄가는 몽골어로 '폭풍'(шуурга)이라는 뜻이다. 대칸의 금나라 친정에 동행하는 등 몽골군 안에서도 고참이다. 늘 아들 사르히(살리흐)와 행동을 함께한다.
작약(炸薬)을 장전한 신형 쇠뇌를 애용하고, 이를 "시대를 쇄신할 것"이라고 부른다.
톨루이를 따라 대칸과 유르르의 회담 장소로 가지만 사르히를 살해한 직후의 슈토헬과 대결한다. 이후 나타난 하라발이 대칸에게 화살을 쏘는 것을 막기 위해 하라발의 화살이 다 떨어질 때까지 그 몸을 방패삼아 몽골군이 끝내 거용관을 무너뜨리는 것을 지켜보고 쓰러졌다.
사르히(살리흐)
몽골군 장관(将官)으로 숄가의 아들이다. 사르히는 몽골어로 '바람'(салхи)이라는 뜻이다. 서하 공략이나 금나라 침공 등 여러 전장에서 아버지와 함께 싸웠다.
메르미의 노래에 몰려든 슈토헬과 대치했지만, 아버지 숄가가 당부한 말을 지키지 않아서 생긴 허를 찔리고 패한다.

### 기타 인물
알파르드
유르르와 보르두가 성도까지의 안내역으로 고용한, 피부가 검고 양쪽 눈 위에 피어싱을 한 아랍계 상인이다. 단독으로 행동하고 위험한 일에만 손을 대는 '외톨이별'이라는 이명을 가지고 있다. 정중한 태도와는 달리 매사 염세적이고 허무주의적인 성격의 소유자. 일찍이 고향을 십자군의 침공으로 잃은 과거가 있으며, 신앙이나 정의니 하는 '가치'끼리 부딪히면서 생겨나는 삶과 죽음이라는 것은 하찮은 짓이라는 신조를 가지고 있다.
증오만을 먹고 싸우는 슈토헬의 전투 장면을 "값을 매길 수조차 없는 아름다운 생물"이라며 매료되었고, 슈토헬이 찾고 있는 '호랑이 남자'를 유르르가 알고 있다는 사실을 알게 되자 '호랑이 남자'를 불러들이기 위한 미끼'라며 두 사람을 끌어들이지만, 슈토헬이 유르르에게 감화되어 서서히 인간의 마음을 되찾기 시작한 것을 참지 못하고 평소 부적을 겸한 자결용으로 몸에 지니고 다니던 독을 묻힌 칼(잠비야)로 유르르를 상처입히고 도주한다. 해독약을 찾아 쫓아온 슈토헬에게 화살막이용 방패가 된 데다 하라발이 쏜 화살에 목이 꿰뚫려 사망한다.
구르샨(吉祥山)
흥경에 있는 서하의 대도서관 '번대학원'(番大学院)의 원장. 번대학원이 불타 사라지던 날까지 직무를 제쳐두지 않았으며, 마지막에 하라발과 대결해다 사망한다. 문인이기는 하지만 하라발이 그를 두고 "네놈은 죽이고 싶지 않은 서하인이었다"고 말하게 할 정도의 기골과 무력을 가진 인물로, 하라발은 그가 쓰던 무게추를 자신의 무기로 들고 다니게 된다.
하라발의 어머니 이파의 아버지, 즉 하라발의 외할아버지이다. 구르샨은 하라발에게 그와 그의 어머니의 이름을 물으면서 눈치챘지만, 정작 하라발은 그것을 눈치채지 못한다.
이바하(亦巴哈)
금나라의 군인. '악령'이라 속이는 대장 밑에서 잘 처신하며 그 옆에서 콩고물이나 얻어 출세해 보려다 유르르 일행과 만났고, 슈토헬(스도)이 실은 (자신의 대장이 사칭하고 다니는) 진짜 '악령'인 줄도 모르고 끌린다.
최종적으로 대장을 배신하고 슈토헬(스도)에게 붙어, 도망치는 것을 도운 뒤 행동을 같이하지만, 그때 유르르를 놓치는 바람에 남기로 한 슈토헬를 반년 이상 찾지 못하고, 일단 헤어지게 되었다.
그 후로는 난주에 주둔하는 금나라군 부대에 입대해 있었는데, 근처 쪽방촌에 머물고 있던 유르르 일행을 찾아냈으며, 과거 도적 동료였던 아룽게에게 훈련 도중 죽임을 당할 뻔한 일을 계기로 지르구스와 이야기할 기회를 가졌고, 그때의 대화를 통해 유르르 등이 가지고 있는 옥판이 서하의 문자 자전인 '옥음동'임을 알아차리고, 지르구스도 그 존재를 알고 있다는 정보를 유르르 일행에게 가져다 주었지만, 그 직후 유르르 일행은 급히 숙소를 옮겼고, 그는 버려진 신세가 된다.
후에 지르구스의 부대가 유르르 일행을 포획하려는 작전을 실행하자 슈토헬(스도)만을 도망치게 하였으나, 그것이 들키는 바람에 집단 구타를 당한다. 유르르 일행을 돕기 위해 지르구스와 싸우다 쓰러질 뻔한 슈토헬(스도)을 감싸고 빈사의 중상을 입지만 살아남는다. 그 후에는 후유증으로 군인은 계속할 수 없게 되어 다른 일로 먹고 살게 되지만, 그나마 가족을 얻어 평온하게 살아가게 된다.
아룽게(阿隴哥)
이바하와 같은 '악령'을 사칭하는 대장 밑에 있던, 앞니가 튀어나온 것이 특징인 병사. 유르르 일행이 이 부대에 체포되었을 때 슈토헬이 마침 습격해 온 몽골병의 목을 뚫어 버리는 것을 보고 이후 그녀를 '늑대 여자'라고 부른다.
대장이 죽은 뒤에는 이곳저곳을 떠돌게 되는데, 묘하게도 우연이 겹쳐 유르르 일행 또는 옛 동료인 이바하 근처에 있는 경우가 많다. 그때마다 그 지역의 권력자 등에게 유르르와 옥음동에 대해서 이야기하고 그 앞잡이가 되어 이바하나 유르르 일행을 해치고 이익을 챙기려 하지만, 슈토헬에게 얻어맞거나 양백원에게 헌신짝처럼 버려져 처형당할 뻔하는 등 좋은 꼴을 본 적이 한 번도 없다. 자신의 사욕을 위해서만 움직이기 때문에 유르르로부터 "네 마음 속 밑바닥에 뭐가 있는지를 모르겠다"는 말을 들었다. 몽골에 숨어들어간 유르르에게 함께 모이자고 다가가지만 손을 더럽혀서라도 살아가기로 결심한 유르르에게 참살당한다.
샤키라
베로니카가 살던 마을 가까이에 캠프를 꾸리고 있던 이교도(집시) 여성으로 동성애자였다. 베로니카를 마음에 들어해서 자신들의 약초술이나 의술을 가르쳐 주었다. 교회와 마을 사람들의 자신들에 대한 울분이 넘쳐나오고 있음을 알고 다른 지역으로 쌓여 있는 것을 알고 다른 땅으로 떠나려던 동료들을 보면서도 베로니카를 위해 남으려 하고 있었다. 그것을 위해서라면 세례도 받을 생각이었지만, 그것이 오히려 주교의 오해와 질투를 불러일으키는 결과가 된다.
마을 사람들의 습격을 알리기 위해 감금 장소에서 빠져나왔다가 얼어죽을 뻔한 베로니카를 구하지만 결국 마을 사람들에게 붙잡혀 화형에 처해졌다. 그녀 자신의 죽음을 각오하고 있었던 것으로 보이며, 그 죽음이 베로니카의 현재를 결정지었다.
지르구스(只魯古素)
금나라의 장군. 집안도 좋고 여러 차례 공적을 세우기도 했지만 정치 싸움에 패해서 변경인 난주 방면의 군사령관으로 좌천되었다. 어려서 금의 오국성(五國城)에 유폐되어 있던 북송의 제9대 황제 흠종과 교류하면서 옥음동에 대한 이야기를 들은 적이 있었고, 옥음동을 몽골에 대한 정치적 거래 도구로 써먹으려 한다.
노령의 나이에도 불구하고 체구와 기골이 여전히 건장하며, 그 완력을 사용해서 밭을 갈기도 한다. 평소에는 큰 도량도 엿보이는 호방한 무인이지만, 군사 단련중에 아룽게가 이바하를 죽이려 했던 것을 눈치채고 있거나, 그 아룽게로부터 전해 들은 이야기를 통해 이바하를 감시하게 하여 옥음동의 존재를 알아내는 수단으로 삼는 등, 날카로운 관찰력이나 정치의 중추에 있던 시절의 수완도 건재한 듯하다.
유르르 일행을 체포하여 옥음동과 함께 수부(首府)로 옮기려다 뒤쫓아온 하라발과의 싸움에서 치명상을 입는다. 죽음을 앞둔 순간에 유르르가 말한 '미래에 대한 꿈'을 발견하고, 유르르의 손으로 흠종 황제가 아꼈던 서하의 검에 의해 매장되었다.
양백원(楊伯元)
금나라 경조부(京兆府)의 동지(부지사). 금나라가 곧 몽골에 의해 멸망할 것을 예견하고 자신의 보신을 위해 몽골에 접근한다. 출세욕으로 나란 등과 공모하여 경조부 지부(지사)를 죽이고 지부로 출세하게 되었다.
옥음동에 관한 정보를 듣고 몽골측에 대해 우위를 점하기 위해 그 정보원인 아룽게를 잠입시켜 옥음동의 일부를 훔치게 하고, 뒤쫓아온 유르르를 사로잡는다. 이용 가치가 없어진 아룽게를 유르르를 시켜 처형하려 하지만 유르르는 그의 예상과 달리 아룽게의 노끈을 풀었고, 화가 나 있던 아룽게는 양백원을 마구 때린다.
지부 살해의 대가로 나란의 장애물이던 베로니카를 없애려 했으나 실패하고, 아룽게에게 맞아 쓰러져 있는 사이에 그 자리에 달려온 베로니카에 의해 이전 그녀에게 선물했던 십자가 펜던트를 귀에 찔려서 사망하였다.
쿠한(屈漢)
예전 슈토헬과 함께 영주의 수비대에 속해 있던 서하 병사. 슈토헬을 '위소'(참새)라 불렀다. 영주가 함락될 때 슈토헬과 함께 성을 빠져나가 흥경에서 합류하기로 약속하고 부상병들과 함께 성을 탈출하다가 하라발의 책략으로 성벽에서 사살당했다.  그 시체는 다른 병사들과 함께 성벽에 꿰여 매달렸다.
슈토헬의 옛 전우로써 힌란키(賀蘭金)나 키무바(乞牟巴)와 함께 슈토헬의 회상에도 여러 차례 등장한다.
오목(烏木)
금나라에서 남송을 오가는 人送り屋의 수장. 몽골-금나라 사이에서 발발하는 전쟁에서 도망친 사람들을 행상이라 칭하며 남송으로 도망치는 것을 돕는 것을 생업으로 하고 있다. 거지나 고아를 모아 대상(隊商)을 꾸리고 있으며, 때문에 같은 인양업소에서 일하는 안이나 준의 사랑을 받고 있다.
경조부에서 교전 지역인 거용관으로 가려는 슈토헬 등을 일단 만류하면서도 그 사정을 알자마자 폐업을 선언하고 일행을 반드시 거용관으로 보내 주겠다고 약속하는 등 정이 많은 인물이다.
길을 가다가 슈토헬을 노리고 쫓아온 부상당한 몽골군 병사 제스를 돕지만, 제스가 슈트헬을 노리고 휘두른 독화살촉이 왼손을 스치면서 독이 온몸에 퍼지기 전에 슈토헬에 의해 왼손 손목이 잘리게 된다.
가지
서하 사람. 병사였으나 수도가 함락된 뒤에는 몽골의 전쟁 노예로 끌려가게 된다. 슈토헬이나 유르르가 일으킨 소동을 틈타 탈주한다. 동료들 가운데서는 가장 나이가 젊었지만 리더를 맡게 되었다. 금나라 안에서 도망치던 도중에 슈트헬(속에는 스도)과 합류하였으며, 글자를 배우면서 동시에 옥음동을 새긴 목판을 제작한다. 툴루이군에 의해 남송의 사천 성(四川省) ・ 도강언(都江堰)으로 쫓겨나게 되었으나, 이후 동료들과 함께 탈출한다. 몽골의 영토가 된 자신의 고향인 서하의 도시 카라호토(黒水城)에서 서하 문자를 전하면서 여생을 보냈다.

## 서지 정보
각 권말에는 부록 형식으로 그 권에서 사망한 캐릭터가 저승의 선술집에 모여, 점원 또는 손님으로서 거리낌없이 만담을 펼치는 단편 만화가 게재되고 있다.
- 이토우 유『슈토헬』 쇼가쿠칸〈빅 스피리츠 코믹스 스페셜 〉, 전 14권
  1. 2009년 3월 30일 발매, ISBN 978-4-09-182529-2
  2. 2009년 10월 30일 발매, ISBN 978-4-09-182799-9
  3. 2010년 7월 30일 발매, ISBN 978-4-09-183420-1
  4. 2011년 4월 28일 발매, ISBN 978-4-09-183866-7
  5. 2011년 10월 28일 발매, ISBN 978-4-09-184212-1
  6. 2012년 5월 30일 발매, ISBN 978-4-09-184550-4
  7. 2012년 12월 27일 발매, ISBN 978-4-09-184830-7
  8. 2013년 7월 30일 발매, ISBN 978-4-09-185447-6
  9. 2014년 2월 28일 발매, ISBN 978-4-09-186119-1
  10. 2014년 9월 30일 발매, ISBN 978-4-09-186499-4
  11. 2015년 6월 12일 발매, ISBN 978-4-09-187105-3
  12. 2016년 1월 12일 발매, ISBN 978-4-09-187415-3
  13. 2016년 9월 12일 발매, ISBN 978-4-09-187830-4
  14. 2017년 5월 12일 발매, ISBN 978-4-09-189574-5

## 관련 항목
- 서하 문자 - 서하(1032년 - 1227년)의 초대 황제인 이원호(서하 경종)의 시대에 창제된 문자이다. 오랫동안 미해독 상태에 있었지만, 일본의 학자 니시다 다쓰오에 의해 거의 해독이 이루어졌다.
- 삼국지 대전 - 삼국지를 소재로 한 일본의 아케이드 게임. 이토우 유가 일러스트레이터로서 참가하였으며, 본작의 슈토헬을 모델로 한 채염(蔡琰)이 등장한다. 성우는 유즈키 료카.